# Nhóm đảo Campbell
Nhóm đảo Campbell hay Quần đảo Campbell là nhóm các đảo cận Nam Cực của New Zealand. Chúng nằm cách đảo Stewart khoảng 600 km về phía nam. Tổng diện tích bề mặt của nhóm đảo là 113,31 km2 (43,75 dặm vuông Anh), bao gồm đảo lớn nhất là đảo Campbell và một số đảo nhỏ, đáng chú ý gồm Dent, Folly, Jacquemart và Monowai. Về mặt sinh thái học, quần đảo này là một phần của vùng sinh thái lãnh nguyên các đảo cận Nam Cực Antipodes. Nhóm đảo cũng là một trong năm thành tố được UNESCO công nhận là Di sản thế giới với tên gọi Các hòn đảo nằm gần Nam Cực của New Zealand.

## Vùng chim quan trọng
Quần đảo được BirdLife International xác định là vùng chim quan trọng vì tầm quan trọng của nó là nơi sinh sản của một số loài chim biển cũng như loài mòng két đảo Campbell và dẽ giun Campbell. Một số loài chim biển đáng chú ý có mặt tại đây gồm chim cánh cụt Rockhopper phương Nam, chim cánh cụt mắt vàng, hải âu Antipodes, hải âu hoàng gia phương Nam, Hải âu lông xám, hải âu mày đen, hải âu Campbell, hải âu đầu xám, hải âu Petrel phương Nam, hải âu Petrel cằm trắng và Cốc mào Campbell.